# ほのかな望みもなく
「ほのかな望みもなく」（ほのかなのぞみもなく）、ないし、「アイ・ドント・スタンド・ア・ゴースト・オブ・ア・チャンス・ウィズ・ユー」(I Don't Stand a Ghost of a Chance With You)、は、ビング・クロスビーがオーケストラの伴奏によって録音した1932年の楽曲。題名はしばしば短く省略され、「ア・ゴースト・オブ・ア・チャンス」(A Ghost of a Chance)などともされる。作曲はヴィクター・ヤングで、ネッド・ワシントンとクロスビーが歌詞を書いた。この曲は、ジャズとポップのスタンダード曲となり、数多くのアーティストたちによって録音された。

## ビング・クロスビーによる歌唱
ビング・クロスビーはこの曲を、1932年10月14日にニューヨークにおいて、オーケストラの伴奏で録音した。クロスビーの伴奏を務めたのは、レニー・ヘイトンが率いたARCブランズウィック・スタジオ・オーケストラ (ARC Brunswick Studio Orchestra) で、ヘイトン自身もピアノを弾いていた。マスターとされたバージョンは2つあり、B12474-A が 3分12秒、B12474-B が 3分18秒の長さであった。この録音は、78回転盤（SP盤）として、B面に「Just an Echo in the Valley」を収めてブランズウィック・レコードから Brunswick 6454 として、B面に「Cabin in the Cotton」を収めてコロムビア・レコードから Columbia DB-2030 として、さらに45回転盤シングルがB面に「Temptation」を収めて Columbia 39524 としてリリースされた。ブランズウィック盤は、1933年1月21日付でアメリカ合衆国のチャートで5位まで上昇した。
クロスビーは、アーヴィド・E・ギルストロームが監督した1933年の短編映画『Please』で、この曲を歌い、1954年にもこの曲を再び録音し直して、アルバム『音楽自叙伝 (Bing: A Musical Autobiography)』に収録した。